# Temwangaua Village
Temwangaua Village är en ort i Kiribati.   Den ligger i örådet Maiana och ögruppen Gilbertöarna, i den södra delen av landet, 40 km söder om huvudstaden Tarawa. Temwangaua Village ligger 7 meter över havet och antalet invånare är 111.
Terrängen runt Temwangaua Village är mycket platt.  Närmaste större samhälle är Bubutei Village, 12,2 km sydväst om Temwangaua Village. 